# Harriet Ford
Pour les articles homonymes, voir Ford (homonymie).
Harriet Ford (après son mariage, Morgan, née en 1863 ou 1868, morte le 12 décembre 1949), est une actrice américaine, dramaturge et scénariste active essentiellement au début du XXe siècle.

## Biographie
Harriet Ford commence sa carrière en tant qu'actrice. Après avoir remporté un concours de poésie britannique, elle se met à écrire des pièces de théâtre et collabore avec différents auteurs. Ayant obtenu un important respect dans la profession, elle intervient en tant que consultante pour l'amélioration de scénarios. La dernière pièce qu'elle écrit pour Broadway est Sweet Seventeen en 1924.
D'après l'ouvrage Notable Women in the American Theatre, A Biographical Dictionary, elle meurt en 1949 à l'âge de 86 ans.

## Théâtre

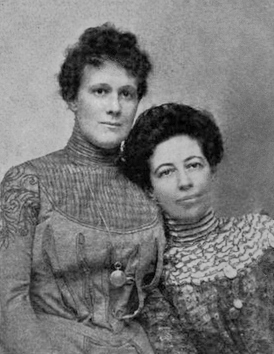
Harriet Ford et Beatrice DeMille en 1900.

- Me an' Methuselar, and other episodes, , 1895
- The island impossible, 1899 (avec Katharine Pyle)
- The greatest thing in the world : a play in four, 1899/1900 (avec Matilda Beatrice DeMille)[9]
- "The honour of the humble" : a drama adapted from the French of Pierre Newsky , 1902 (avec Pierre Newsky)
- A gentleman of France; a drama, 1902 (with Stanley John Weyman)
- Audrey, 1903 (avec Ernest F. Bodington, Eugene Wiley Presbrey, Henry Kimball Hadley, Mary Johnston)
- Jacqueline. A play, 1909 (avec Caroline King Duer)
- "Kidnapped", 1913 (avec Harvey J. O'Higgins)
- The Wrong Number, 1921, (avec Harvey J O'Higgins)
- Where Julia rules; a comedy in four acts, 1923 (avec Caroline Duer)
- The Bride. A comedy in one act, 1924
- The happy hoboes, a comedy in one act, 1928 (avec Althea Sprague Tucker)
- Where Julia rules
- Youth must be served : comedy in one act, 1927
- Mr. Susan Peters, comedy in one act, 1928
- Wanted-Money. A comedy in one act., 1928 (avec Althea Sprague Tucker)
- In-laws, 1928
- What Imagination Will Do. Comedy in one act., 1928
- Mysterious money, a comedy in three acts, 1929
- What are Parents for? A play in one act., 1930
- The divine afflatus, a comedy in one act, 1931
- Are men superior? : Farce-comedy in one act, 1932
- Heroic Treatment. A comedy in one act., 1933
- Youth must be served
- The Argyle case, a play in four acts (avec Harvey J O'Higgins)
- A Lady in Love (avec Caroline Duer)

## Filmographie
- 1929 : L'Aspirant détective (The Dummy)
- 1930 : In the Next Room